# 魔犬ライナー0011変身せよ!
『魔犬ライナー0011変身せよ!』（まけんライナーゼロゼロワンワンへんしんせよ!、英題：Go Get Team 0011）は、東映動画製作の長編アニメ映画。「東映まんがまつり・へんしん大会」の一作として1972年（昭和47年）7月16日に公開された。
カラー、シネスコ、50分。

## 概要
制作当時、東映は冬・春・夏休みの子供向けプログラムとして、アニメ・実写の新作中編映画と、テレビ本編を抱き合わせにした「東映まんがまつり」を定期興行していたが、前年から同社制作の『仮面ライダー』（毎日放送）が巻き起こした全国的な「変身ブーム」を受け、この夏興行ではこれを「へんしん大会」と銘打っての公開となった。その名の通りに実写新作『仮面ライダー対じごく大使』をメインとし、同社制作の変身ヒーロー番組が3本組み入れられたうえ、アニメ新作のメインとして変身キャラクターを題材とした本作がこれに加えられたのである。
原案となったのは、当時タツノコプロの演出家であった笹川ひろし（現：同プロ顧問）が漫画家時代に『週刊少年キング』（少年画報社）に連載した『魔犬五郎』で、当時は他社の演出家の作品をモデルにするのは非常に珍しかった（そのため、笹川は製作に参加しなかった）。しかし、その内容は『魔犬五郎』よりもむしろ、本作の6年前に同じ東映動画で制作された石森章太郎作品『サイボーグ009』（1966年）により近い。それはエースの能力が透視力（『009』の003）、ジャックの能力が火炎攻撃（同じく006）、ジョーカーの能力が変身能力（同じく007）であること、そしてジョーカーの声が『009』の1966年劇場版・1967年劇場版・1968年TV版で007を演じた曽我町子、林博士の声が前述の映画版『009』でブラックゴースト団のボスを演じた山内雅人であることなどからも、顕著である。
企画は飯島敬、脚本は辻真先と芹川有吾、演出は田宮武と、テレビアニメでお馴染みのスタッフが揃っているが、異色なのは、現在放送中の『パネルクイズ アタック25』や、『クイズタイムショック（第1期）』・『霊感ヤマカン第六感』などで著名な山下毅雄が音楽を担当。山下は『丸出だめ夫』・『悪魔くん（実写版）』・『ジャイアントロボ（実写版）』などの東映特撮作品は多いものの、東映動画作品は、一部制作を担当した『佐武と市捕物控』以来である。
なお、仮題は単に『魔犬ライナー』（『0011変身せよ!』がない）で、公開前の「タテ長ポスター」にはこのタイトルで表記されていた。

## ストーリー
ときは1980年代、昆虫型宇宙人「デビル星人」の地球侵略が始まった。林博士の研究所が襲われ、林博士は死亡。しかし、博士は息子ツトムが可愛がっていた四匹の犬をサイボーグ化し、「ライナー」としてツトムに託していた。ツトムは変身能力を持ったこのサイボーグ犬とともに、デビル星人に立ち向かうのだった。

## キャラクター、キャスト
- ツトム：里見京子
- 林博士：山内雅人
- クイーン：北浜晴子
- ジョーカー：曽我町子
- エース：野沢雅子
- ジャック：松島みのり
- デビル星人・ゴルゴス
- マクロドン
- エスカルゴン
- ダニンガー
- マンデラス
- 富士観測所員：北川国彦、山田俊司
- エアカーの男：矢田耕司
- 悪魔：千々松幸子、柳沢美知子
- アナウンサー：野田圭一
- ナレーター：小林修

## 制作スタッフ
- 製作：高橋勇
- 企画：飯島敬
- 原案：笹川ひろし
- 脚本：辻真先、芹川有吾
- 演出：田宮武
- 作画監督：大工原章
- 美術監督：辻忠直
- 音楽：山下毅雄
- 原画：奥山玲子、菊池貞雄、金山通弘、阿倍隆、木野達児、角田絋一、的場茂夫、篠原征子、森康二
- 動画：生野徹太、山下恭子、堰合昇、笠井晴子、飯田銈一、冨永勤、円山智、斉藤瑛子、金山圭子、坂野勝子、森英樹、田村真也、松原明徳、黒沢隆夫、草間真之介、坂野隆雄、小林敏明、小川明弘、薄田嘉信、阿久津文雄、村松錦三郎、正井融、池原昭治、浅田清隆、藤本芳弘、堀池義治、服部照夫、石山毬緒、佐々木章、大田朱美、長沼寿美子、山田みよ
- 演出助手：宮崎一哉、中込綏彦
- 色彩設計：内川文広
- 背景：小島喜八郎、伊藤岩光、山口俊和、越園枝、杉本隆一、勝又激
- トレース：坂野園江、植木知子
- 彩色：吉村和子、久保田ヤスヨ
- 仕上検査：小椋正豊、森田博
- 特殊効果：岡田良明、林富喜江
- ゼログラフ：福岡秀起、高橋章
- 撮影：酒井寿一、清水政夫
- 編集：古村均
- 録音：神原広巳
- 記録：黒石陽子
- 効果：福島音響
- 現像：東映化学
- 製作進行：大野清

## 主題歌
「ゴー！ゴー！ライナー」
作詞：辻真先 / 作曲：山下毅雄 / 歌：笈田敏夫、コロムビアゆりかご会

## 映像ソフト
2010年（平成22年）2月21日に東映ビデオよりDVDソフトが発売されたが、「復刻! 東映まんがまつり」バージョンは未発売である。

## サウンドトラック
- 魔犬ライナー0011変身せよ！オリジナル・サウンドトラック（2023年1月25日/CINEMA-KAN Label/規格番号CINK-110）  全25曲を収録。複数バージョンの主題歌や、未使用楽曲も収録されている。

## 併映作品
| タイトル                 | 原作             | （声の）出演                                           | 備考       |
| ------------------------ | ---------------- | ------------------------------------------------------ | ---------- |
| 仮面ライダー対じごく大使 | 石森章太郎       | 藤岡弘、千葉治郎、小林昭二、潮健児                     | 劇場用新作 |
| 変身忍者 嵐              | 石森章太郎       | 南城竜也、牧冬吉、林寛子、松葉寛祐、池水通洋、納谷悟朗 |            |
| 超人バロム・1            | さいとう・たかを | 高野浩幸、飯塚仁樹、砂川啓介、村越伊知郎、飯塚昭三     |            |
| 魔法使いチャッピー       | （なし）         | 増山江威子、千々松幸子、富田耕生                       |            |
| 国松さまのお通りだい     | ちばてつや       | 大山のぶ代、山本嘉子、松島みのり、小原乃梨子           |            |